# Урсу, Дмитрий Павлович
Дми́трий Па́влович У́рсу (укр. Дмитро Павлович Урсу; 22 мая 1935 (по официальной версии – 10 октября 1936), село Корнова, Бельцкий уезд, Бессарабия — 15 февраля 2017, Одесса, Украина) — советский и украинский африканист, историк, учёный-энциклопедист. Доктор исторических наук, профессор.

## Биография
Родился в семье учителей. Во время войны потерял родителей, воспитывался в детских домах и трудовой колонии в Майкопе.
В 1958 году окончил исторический факультет Одесского университета, продолжил образование в Московском институте иностранных языков (1970—1971) и в Сорбонне (1979—1980). Ученик профессоров К. Д. Петряева, Л. Е. Кертмана, Д. А. Ольдерогге. Кандидат исторических наук (1969; тема диссертации: «Социальная политика Англии 1914—1918 гг.», место защиты: Пермский университет). Доктор исторических наук (1985; тема диссертации: «Современная историография стран Тропической Африки», место защиты: Институт востоковедения АН СССР). Владел английским, французским, румынским, латинским языками.
После окончания университета работал учителем, директором школы в Херсонской обл. В 1967—1986 гг. — аспирант, старший преподаватель, заведующий кафедрой Одесского университета. В 1972—1976 гг. в заграничной командировке, профессор Высшего педагогического института г. Бамако (Республика Мали). В 1986—1997 гг. — заведующий кафедрой Таврического университета, в 1997—2003 гг. заведующий кафедрой Таврического экологического института. С 2003 по 2005 г. — профессор кафедры новой и новейшей истории Таврического национального университета имени В. И. Вернадского. С 2005 г. — профессор кафедры новой и новейшей истории Одесского национального университета имени И. И. Мечникова.
Похоронен на Втором христианском кладбище Одессы.

## Труды
Автор более 400 научных работ, в том числе:
- Урсу Д. П. Современная историография стран Тропической Африки, 1960—1980 / Отв. ред. Л. Е. Куббель. — М.: Наука. Главная редакция восточной литературы, 1983. — 264 с.
- Историография и науковедение // История и историки. Историографический ежегодник 1981. М., 1985. — С. 88–99.
- Урсу Д. П. Историография истории Африки: Учебное пособие. — М.: Высшая школа, 1990. — 304 с. — 6700 экз. — ISBN 5-06-000580-1.
- Новиков С. С., Урсу Д. П. История Мали в новое и новейшее время. — М.: Наука - Восточная литература, 1994. — 288 с. — (История стран Африки). — 320 экз. — ISBN 5-02-017799-7.
- Урсу Д. П. Очерки истории культуры крымскотатарского народа (1921—1941) / Респ. крымскотатар. б-ка им. И. Гаспинского; Ред. А. Р. Эмиров. — Симферополь, 1999. — 144 с. — (Родник знаний = Бильги чокърагъы). — ISBN 966-7283-25-9.
- Урсу Д. П. (сост.). Деятели крымскотатарской культуры (1921—1944 гг.): Биобиблиографический словарь / Редкол.: Д. П. Урсу (гл. ред. и сост.) и др.; Республиканская крымскотатарская б-ка им. И. Гаспринского. — Симферополь: Доля, 1999. — 240 с. — (Бильги чокърагъы = Источник знаний;  2). — 1000 экз.
- Урсу Д. П. Международные организации: история и современность. — Симферополь: РИО ТЭИ, 2000. — 232 с.
- Урсу Д. П. Бекир Чобан-заде: жизнь, судьба, эпоха. — Симферополь, 2004. — 276 с.
- Професори Таврійського університету 1918—1941: Біографічні нариси. — Сімферополь, 2005. — 108 с.
- Урсу Д. П. Факультет: Воспоминания, разыскания, размышления. — Одесса: Optimum, 2006. — 305 с.[4]
- Историография как точная наука // Харківський історіографічний збірник. 2010. — Т. 10. — С. 99–125.
- Мовні та літературні зв’язки України з країнами Сходу. — К., 2010. — 472 с. (соавтор).
- Сходознавство і візантологія в Україні в іменах: Бібліографічний словник. — К., 2011. — 260 с. (соавтор).
- Урсу Д. П. Бекир Чобан-заде: жизнь, судьба, эпоха. — 2-е изд. — Симферополь: Крымучпедгиз, 2013. — 276 с.
- Урсу Д. П. Одесса в европейском научном и культурном пространстве (XIX — XX вв.): Документальные очерки. — Одесса: Апрель, 2014. — 272 с.
- Португалия и «схватка за Африку» // Вопросы истории. — 2015. — № 11. — С. 97-115.
- Урсу Д. П. Университет длиною в жизнь: Путь историка. — Одесса: Бондаренко М. А., 2016. — 504 с. — (Серия: «Праці Державного архіву Одеської області». – Т. XLVI). — ISBN 978-617-7261-87-1.
- Eminescu la Odessa. Anul 1885 // Destin romanesc. — 2016. — № 1 (95). — P. 83-107.
- Бенинский политик Матье Кереку // Вопросы истории. — 2016. — № 11. — С. 108—125.